# Massacro del prezzemolo
Il massacro del prezzemolo, noto nella Repubblica Dominicana come El Corte (letteralmente, "il taglio") e a Haiti come Kouto-a (letteralmente, "coltello"), è il nome con il quale viene ricordata la pulizia etnica attuata dal regime populista dominicano di Rafael Leónidas Trujillo Molina nell'ottobre 1937 nei confronti della popolazione haitiana residente nel territorio della Repubblica Dominicana. L'ordine di esecuzione portò alla morte di un numero imprecisato di haitiani, si stima dai 20 000 ai 30 000, e durò solamente cinque giorni.
Il nome con il quale è ricordato il genocidio, deriva dal fatto che il presidente Trujillo ricorse a un metodo banale per attuare la selezione etnica, ovvero verificando la pronuncia della lingua spagnola, parlata poco fluentemente dalla maggior parte dei vicini haitiani prevalentemente francofoni. Ai soldati fu consigliato quindi di portare un rametto di "perejil" (in spagnolo "prezzemolo") e chiedere cosa fosse alla gente incontrata: chi non fosse riuscito a proferire perfettamente la parola sarebbe stato molto probabilmente di origine haitiana e quindi da eliminare.

## Antefatti
Non appena prese il potere nella Repubblica Dominicana, il dittatore Rafael Leónidas Trujillo, nazionalista e xenofobo, adottò politiche razziste verso gli immigrati haitiani e nei confronti della popolazione con tali origini. Il populismo tentava di screditare le origini africane degli haitiani marchiandole come pervase da tradizioni arcaiche come la stregoneria e il Vudù, sostenendo la superiorità delle origini cattoliche e occidentali dei dominicani. In un suo discorso pubblico Trujillo fomentò l'opinione pubblica contro gli haitiani affermando che "[gli haitiani] sono stranieri nella nostra terra. Sono sporchi, ladri di bestiame e praticano il Vudù. La loro presenza sul territorio della Repubblica Dominicana non deve portare al deterioramento della qualità di vita dei nostri cittadini [...]". Con tali premesse, l'ordine del dittatore a iniziare il genocidio, emanato il 3 ottobre 1937, trovò fertile terreno e immediata attuazione.

## Il massacro
Come metodo empirico per stabilire le origini di coloro i quali venivano rastrellati, i militari imponevano loro di pronunciare la parola "perejil" (prezzemolo); la peculiare pronuncia della lettera "erre" dei francofoni, che costituivano la maggior parte degli haitiani, comportava l'immediata esecuzione.
Gli omicidi avvennero per la maggior parte con armi bianche; evitando infatti l'uso delle armi da fuoco, si voleva dare l'impressione che le uccisioni fossero opera non di militari ma degli stessi contadini dominicani, che avevano agito contro gli haitiani per legittima difesa. I corpi delle vittime furono abbandonati e scaricati nel fiume confinante con i due Paesi, il Rio Masacre.
Delle decine di migliaia di haitiani uccisi nelle esecuzioni, la maggior parte era nata nella Repubblica Dominicana e apparteneva a una consolidata comunità di immigrati insediata nelle zone di confine; molte delle vittime, seppure considerate culturalmente haitiane alla luce delle loro origini, erano legalmente dominicane.

## Responsabilità

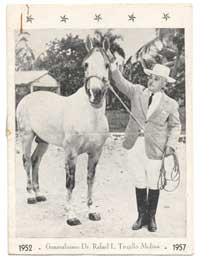
Il presidente Trujillo, responsabile del massacro

Nei tempi seguenti al massacro il governo tentò invano di far ricadere la responsabilità dell'accaduto sulla popolazione dominicana, giustificando l'azione come un'ondata di forte intolleranza. In seguito gli Stati Uniti esaminarono diversi cadaveri di haitiani uccisi durante la pulizia etnica, appurando come parte di essi fosse stata uccisa con proiettili per fucili Krag in dotazione solo all'esercito dominicano e smentendo quindi la complicità della popolazione nell'accaduto. Fu pertanto confermato che l'uccisione di migliaia di haitiani fu parte di un piano ben congegnato da parte del regime di Trujillo, volto a una trasformazione sostanziale del Paese attraverso azioni sociali, politiche ed economiche, non da ultimo anche attraverso la fuoriuscita forzata o no degli haitiani dalla Repubblica Dominicana.
Nonostante i tentativi di disinformazione attuati, fu presto chiara la responsabilità diretta del governo dominicano nel massacro: per tentare di azzittire le rimostranze di Haiti e degli Stati Uniti, Trujillo acconsentì a versare 29 dollari di indennizzo per ogni vittima ufficialmente accertata.

## Azioni successive
Dopo il massacro, Trujillo attuò una rigida politica d'immigrazione tra i due Paesi, contingentando le immigrazioni di haitiani nella Repubblica Dominicana, realizzando collegamenti più agibili e moderni tra le aree urbane centrali e la linea di confine, attraverso progetti di edilizia abitativa e pubblica e una rigorosa selezione nelle regioni di frontiera del Sud dell'isola, che portò all'ulteriore uccisione e deportazione di numerosi profughi haitiani.